# Горохов, Николай Данилович
Николай Данилович Горохов (1935 — 18 мая 2023) — советский передовик производства, депутат Верховного Совета СССР (1979—1984).

## Биография
С 1950-х годов работал на Чусовском металлургическом заводе. В апреле 1961 года вступил в КПСС. В 1962 году награждён значком «Ударник коммунистического труда».
В 1970 году без отрыва от производства окончил техникум и в том же году начал работать сталеваром мартеновского цеха, возглавил бригаду из 3 человек.
Начиная с 1973 года возглавляемый им коллектив ежегодно удостаивался звания бригады коммунистического труда. В 1978 году все три члена бригады стали лауреатами премии имени знатного сталевара Жданова.
По итогам работы в 1977 году присвоено звание «Почётный металлург», за производственные достижения в IX пятилетке награждён орденом Трудовой Славы III степени, по итогам X пятилетки — орденом Трудовой Славы II степени.
Депутат Верховного Совета СССР (1979—1984). Делегат XXIV-XXVI съездов КПСС.
В 1981 году заочно окончил Высшую партийную школу. После этого находился на партийной работе. С 1985 года на пенсии по льготному стажу.